# Europäischer Nerz
Der Europäische Nerz (Mustela lutreola) ist eine Raubtierart aus der Familie der Marder (Mustelidae). Er zählt zu den bedrohtesten Säugetierarten Europas. Mit dem Amerikanischen Nerz ist er nicht sehr nahe verwandt und auch nicht kreuzbar.

## Weitere Namen
Veraltete, teilweise aber noch landschaftlich gebräuchliche Namen für den Europäischen Nerz sind Nörz, Kleiner Fischotter, Krebsotter, Sumpfotter, Steinhund, Wasserwiesel, Menk, Mink, Ottermenk, Wassermenk.

## Beschreibung

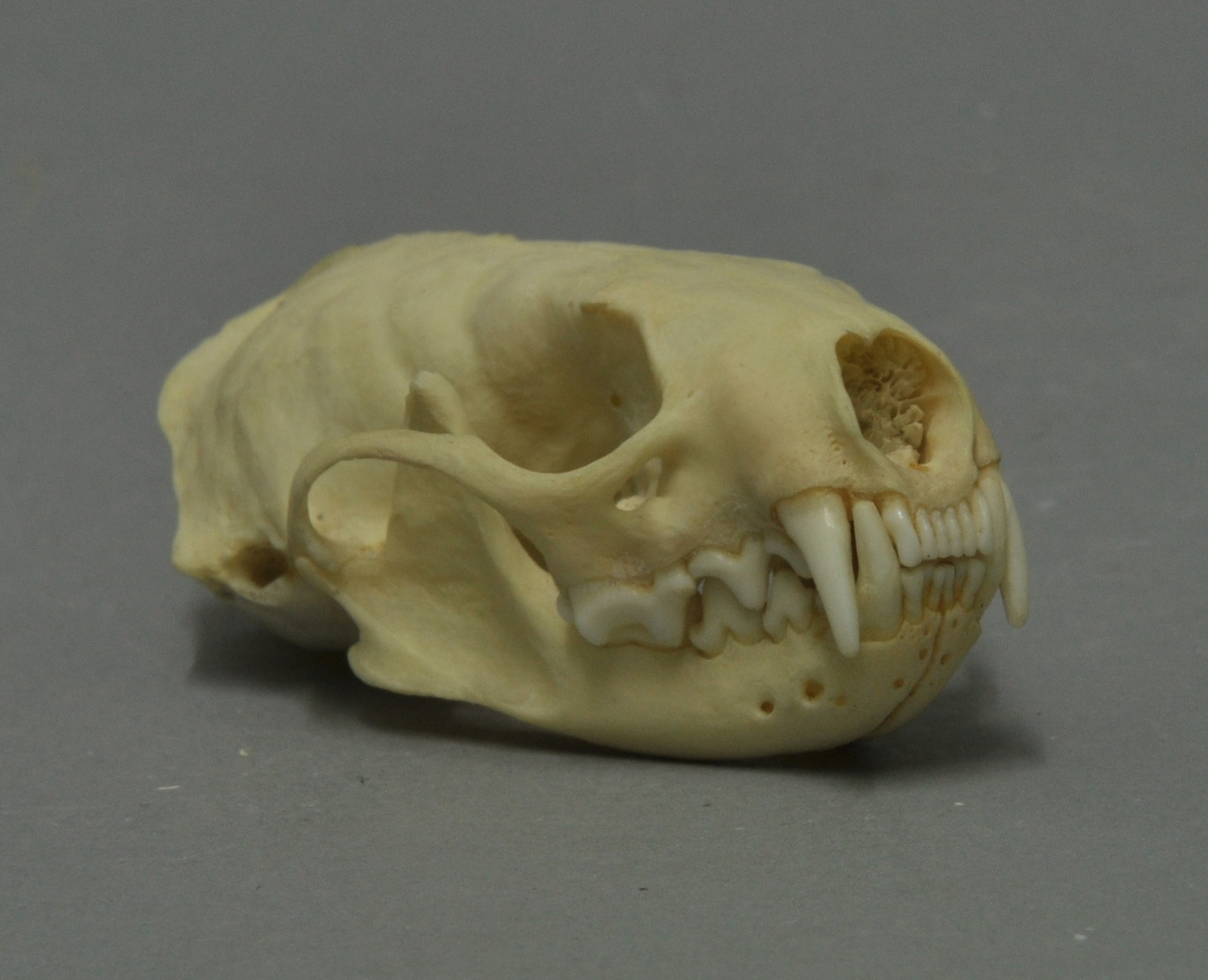
Schädel eines europäischen Nerzes aus der Sammlung des Museums Wiesbaden

Europäische Nerze erreichen eine Kopf-Rumpf-Länge von 28 bis 43 Zentimetern, der Schwanz ist 12 bis 19 Zentimeter lang, und ihr Gewicht beträgt 400 bis 740 Gramm, wobei die Männchen deutlich schwerer als die Weibchen werden. Der Körper ist langgestreckt, die Gliedmaßen und der Schwanz sind relativ kurz. Die Fellfärbung variiert von rotbraun über dunkelbraun bis schwärzlich, die Unterseite ist etwas heller. Der Bereich des Kinns und der Oberlippe ist weiß gefärbt, manche Tiere haben auch weiße Flecken an der Kehle und an der Brust. Das Fell ist ausgesprochen dicht und wasserabweisend, insbesondere im Winter. Ein besonderes Kennzeichen des Europäischen Nerzes ist die weiße Oberlippe, die seinem amerikanischen Verwandten fehlt.

## Verbreitung und Lebensraum

Verbreitungsgebiet des Europäischen Nerzes:
Ganzjähriges Vorkommen
Wahrscheinlich ganzjähriges Vorkommen
Population erloschen

Europäische Nerze waren einst in ganz Europa beheimatet, ihr Verbreitungsgebiet erstreckte sich vom nördlichen Spanien bis ins westliche Sibirien und die Kaukasus-Region. Durch die Bejagung, die Zerstörung des Lebensraums und die Konkurrenz des Amerikanischen Nerzes sind sie aber in weiten Teilen ausgestorben, heute existieren nur mehr Reliktpopulationen, vorwiegend in Osteuropa.
Nerze sind in ihrem Lebensraum ans Wasser gebunden. Sie bewohnen Uferdickichte und andere mit dichter Vegetation bestandene Gebiete an Flüssen und Seen und halten sich selten mehr als 100 Meter vom Wasser entfernt auf.

## Lebensweise
Europäische Nerze sind Einzelgänger und streng territorial, sie bewohnen ein Revier von rund 26 bis 32 Hektar Größe. Sie sind in erster Linie dämmerungs- oder nachtaktiv, tagsüber ziehen sie sich in Baue zurück, die sie selbst gegraben haben oder von anderen Tieren (zum Beispiel Schermäusen) übernommen haben; manchmal verbergen sie sich auch in Felsspalten oder im Wurzelwerk der Bäume. Sie können gut schwimmen und tauchen und begeben sich auch im Wasser auf Nahrungssuche.

## Nahrung
Europäische Nerze haben ein vielfältiges Beutespektrum. Zu ihrer bevorzugten Nahrung zählen Schermäuse und andere Nagetiere, aber auch Frösche, Vögel, Fische und Krebse werden erbeutet. Im Winter halten sie oft ein Loch in der Eisschicht der Gewässer offen, um auch dann tauchend auf Nahrungssuche gehen zu können.

## Fortpflanzung
Die Paarungszeit liegt in den Monaten Februar oder März; nach einer rund 35- bis 72-tägigen Tragzeit bringt das Weibchen im April oder Mai den Nachwuchs zur Welt. Die hohe Varianz der Trächtigkeitsdauer ist eventuell auf eine verzögerte Einnistung zurückzuführen. Die Wurfgröße beträgt zwei bis sieben, durchschnittlich vier oder fünf Jungtiere. Diese werden mit rund 10 Wochen entwöhnt und sind mit 2,5 bis 4 Monaten selbständig. Die Geschlechtsreife tritt mit rund einem Jahr ein. Die Lebenserwartung wird auf sieben bis zehn Jahre geschätzt.

## Gefährdung
Der Europäische Nerz zählt heute zu den bedrohtesten Säugetierarten Europas, wofür drei Faktoren verantwortlich sind:
- Zum einen wurden sie intensiv wegen des Nerzfells gejagt. Auch wenn ihr Pelz als weniger wertvoll als der des Amerikanischen Nerzes gilt (der Europäische Nerz wurde auch nie in Pelztierfarmen gehalten), so wurden doch in der Sowjetunion beispielsweise in den 1920er-Jahren jährlich 50.000 Tiere gefangen.
- Zum anderen leiden sie an der Zerstörung ihres Lebensraumes durch Waldrodungen und Flussbegradigungen; heute stellen Kraftwerksbauten und die Gewässerverschmutzung weitere Bedrohungen dar.
- Ein dritter Faktor ist seit den 1950er-Jahren akut geworden: Amerikanische Nerze, die massenhaft in Pelztierfarmen in Europa gehalten wurden, brachen als Gefangenschaftsflüchtlinge aus oder wurden freigelassen. Da sich die amerikanischen Vettern als robuster und anpassungsfähiger erwiesen, haben sie die europäische Art vielfach verdrängt.

In Deutschland wurde 1925 der letzte Nerz gesehen; auch in anderen Teilen Europas ist er beinahe ganz verschwunden. Nur in isolierten Regionen, in Russland, Belarus, dem rumänischen Donaudelta, in Südwestfrankreich und Nordspanien sowie vor allem auf den großen Inseln Estlands haben sich kleine Bestände gehalten. Die Gesamtpopulation wird auf wenige tausend Tiere geschätzt, die IUCN listete ihn bis 2011 als „stark gefährdet“ (endangered), seit 2011 als „vom Aussterben bedroht“ (Critically Endangered).

## Systematik
Der Europäische Nerz wird innerhalb der Gattung Mustela in die Untergattung Lutreola gezählt, zu der auch das Feuerwiesel und einige südostasiatische Wieselarten gezählt werden. Diese Arten bilden somit seine nächsten Verwandten, mit dem Amerikanischen Nerz ist er entfernter verwandt.

## Artenschutzprogramme
Im Rahmen der UN-Biodiversitätskonvention, die dem globalen Artensterben entgegenwirken und Maßnahmen für den Erhalt der Biodiversität veranlassen soll, wurden auch die Maßnahmen für die Erhaltung des Europäischen Nerzes verstärkt. Die Renaturierung seiner Lebensräume gehört zu den wichtigsten, aber oftmals auch schwierigsten Naturschutzmaßnahmen. So wurden in den Jahren 2001 bis 2004 für die westliche Population des Europäischen Nerzes im Rahmen von drei LIFE-Projekten der EU (LIFE00 NAT/E/007331; LIFE00 NAT/E/007299; LIFE00 NAT/E/007335) die obere Ebro-Region (Burgos, Soria, Alava, Rioja und Navarra) renaturiert und die Effekte dieser Maßnahmen auf die Abundanz der Zielart untersucht. Zudem wurden Maßnahmen ergriffen, um dieses Gebiet vor dem invasiven Amerikanischen Mink zu schützen.
Für den Erhalt bedrohter Arten spielen darüber hinaus Programme und Maßnahmen zu deren Wieder- und Neuansiedlung sowie Umsiedlung eine entscheidende Rolle, da sie in vielen Fällen geeignete Habitate nicht mehr eigenständig neu besiedeln können. Auch zur Erhaltung des Europäischen Nerzes wird es angesichts seiner prekären Situation als unerlässlich angesehen, neben der Sicherung der natürlichen Lebensräume Tiere in den ursprünglichen Verbreitungsgebieten wiederanzusiedeln. In Estland verschwand der Mink Mitte der 1990er-Jahre. Der Zoo in Tallinn züchtet seit der Zeit im Rahmen des Europäischen Erhaltungszuchtprogramms (EEP) erfolgreich Europäische Nerze in menschlicher Obhut. Daraus ging 1992 die ’Foundation Lutreola’ hervor, die mit eigenen Zuchtanlagen und Auswilderungsprogrammen Nerze in Estland wieder ansiedelt: 2000 bis 2005 auf der Insel Hiiumaa, Estland (LIFE-Projekt Nr. LIFE00 NAT/EE/007081) sowie seit 2009 auf der benachbarten Insel Saaremaa, Estland.
In Deutschland gab bzw. gibt es folgende Projekte:
(1) 2000 bis 2009 in der Nordwestdeutschen Tiefebene (FFH-Gebiet Hase-Tal), durchgeführt von der Universität Osnabrück (Prof. Dr. R. Schröpfer)
(2) seit 2006 im Saarland (FFH-Gebiet Täler der ILL, „Naturschutzgroßvorhaben ILL“, Natura 2000 Nr. 6508-301), durch den Verein EuroNerz e. V. und Kooperationspartner unter wissenschaftlicher Begleitforschung durch Dr. Elisabeth Peters (Osnabrück)
(3) seit Mai 2010 am Naturpark Steinhuder Meer durch die Region Hannover in Kooperation mit der Ökologischen Schutzstation Steinhuder Meer ÖSSM e. V., EuroNerz e. V. und der Wildtier- und Artenschutzstation Sachsenhagen e. V. Das Projekt am Steinhuder Meer hat dazu geführt, dass erstmals ein Europäischer Nerz und sein Nachwuchs in Deutschland in freier Wildbahn fotografiert werden konnten; dies scheint eine erfolgreiche Wiederansiedlung zu werden.